# 黄州 (古代)
黄州（こうしゅう）は、中国にかつて存在した州。隋代から元初にかけて、現在の湖北省黄岡市一帯に設置された。

## 概要
北斉により設置された衡州を前身とする。南朝陳により衡州は廃止されたが、北周により再び設置された。
585年（開皇5年）、隋により衡州は黄州と改称された。607年（大業3年）に州が廃止されて郡が置かれると、黄州は永安郡と改称された。
618年（武徳元年）、唐により永安郡は黄州と改められた。742年（天宝元年）、黄州は斉安郡と改称された。758年（乾元元年）、斉安郡は黄州の称にもどされた。黄州は淮南道に属し、黄岡・黄陂・麻城の3県を管轄した。
宋のとき、黄州は淮南西路に属し、黄岡・黄陂・麻城の3県を管轄した。
1275年（至元12年）、黄州は元に降った。1277年（至元14年）、黄州は黄州路総管府と改められた。黄州路は河南江北等処行中書省に属し、録事司と黄岡・黄陂・麻城の3県を管轄した。1364年、朱元璋により黄州路は黄州府と改められた。
明のとき、黄州府は湖広省に属し、直属の黄岡・黄陂・麻城・黄安・蘄水・羅田の6県と蘄州に属する広済・黄梅の2県、合わせて1州8県を管轄した。
清のとき、黄州府は湖北省に属し、黄岡・麻城・黄安・蘄水・羅田・広済・黄梅・蘄州の1州7県を管轄した。
1913年、中華民国により黄州府は廃止された。